# Allochthonius bainiensis
Espèce
Allochthonius bainiensis est une espèce de pseudoscorpions de la famille des Pseudotyrannochthoniidae.

## Distribution
Cette espèce est endémique du Guizhou en Chine. Elle se rencontre dans le xian de Xishui dans la grotte Liangfeng.

## Description
La femelle holotype mesure 2,72 mm.

## Systématique et taxinomie
Cette espèce a été décrite par Gao, Hou et Zhang en 2023.

## Étymologie
Son nom d'espèce, composé de baini et du suffixe latin -ensis, « qui vit dans, qui habite », lui a été donné en référence au lieu de sa découverte, Baini.

## Publication originale
- Gao, Hou & Zhang, 2023 : « Four new species of cave-adapted pseudoscorpions (Pseudoscorpiones, Pseudotyrannochthoniidae) from Guizhou, China. » ZooKeys, vol. 1139, p. 33–69 (texte intégral).